# 池尻の池

池尻の池（いけじりのいけ）は、富山県魚津市に位置する池および湿地。僧ヶ岳の枝尾根、標高約1240mの小さな凹地に存在している。池及び周辺の1.36haは富山県自然環境保全地域に指定されている。

## 植生
池の周辺部の浅い水中にはホソバタマミクリ、水際および湿地にはミズバショウの群落が見られる。周囲の林床にはノビネチドリ、シラネアオイの他、マイヅルソウ、キヌガサソウ、ツクバネソウ、ツバメオモト、サンカヨウ、ニリンソウ、イワウチワ、イワカガミなどが見られ、雪解けの6月頃に花が多く見られる

## 動物
周囲の樹木の枝にはモリアオガエルやクロサンショウウオの卵塊が見られる。池の水中にはメススジゲンゴロウやマメシジミといった希少動物が生息する。

## アクセス
池尻の池から約2.5km下流の南又谷駐車場から林道及び登山道に入る。多雪により道路は6月頃にならないと開かない